# سوبياكو (إيطاليا)
سوبياكو هي بلدة ومدينة تقع في مدينة روما الحضرية في لاتسيو بوسط إيطاليا، وتقع على بعد 40 كيلومتر (25 ميل) من تيفولي بجانب نهر أنيين، وهو منتجع سياحي وديني بسبب مغارته المقدسة (ساكرو سبيكو) في دير سانت بنديكت في العصور الوسطى، ودير سانتا سكولاستيكا.
أُصدرت أولى الكتب التي طُبعت في إيطاليا هنا في أواخر القرن الخامس عشر.

## تاريخ
كان شعب إقوي من أوائل المستوطنين القدامى في المنطقة، وهو شعب إيطالقيّ، وقد تم غزوهم من قبل الرومان في عام 304 قبل الميلاد الذين قدموا حضارتهم واستفادوا من مياه نهر أنيين، وآتى الاسم الحالي للمدينة من البحيرات الاصطناعية للدار الفاخرة التي بناها الإمبراطور الروماني نيرون: في اللاتينية Sublaqueum تعني "تحت البحيرة"، إنطبق الاسم على المدينة التي تطورت في مكان قريب، وكان أكبر سدود سوبياكو الثلاثة أعلى سد في العالم حتى تم تدميره عام 1305 بعد سقوط الإمبراطورية الرومانية وتم التخلي عن الدار والمدينة لتصبح أطلالًا شبه منسية.
عندما إعتزل القديس بنديكتوس عن العالم في سن الرابعة عشرة (تقريبًا عام 494) وعاش لمدة ثلاث سنوات في كهف أعلى نهر أنيو، زودهُ الراهب القديس رومان بضروريات الحياة، ومن هذا الكهف طور القديس بنديكتوس مفاهيم وتنظيم الرهبانية البينديكتين، وقام ببناء اثني عشر ديرًا، بما في ذلك واحد داخل المغارة، ووضع اثني عشر راهبًا في كل منها، وفي عام 854 سجلت ملحوظة قياسية؛ في هذا العام قيل إن البابا لاوون الرابع قد كرس مذبحًا للقديس بنديكت وسكولاستيكا أخت القديس بنديكت، وأخرى للقديس سيلفستر.
و تم ترميم المكان مرةً أخرى في عام 1053 تحت قيادة الأباتي همبرت من دير القديس سكولاستيكا، وجعل الأب يوحنا الخامس من خلال البابا غريغوري السابع الكاردينال من الكهف نهايةً لموكب سنوي، وبنى طريقًا جديدًا وأعيد تكريس المذابح، وبحلول عام 1200 كانت هناك جماعة دينية مكونة من اثني عشر راهبًا حيث منحها إنوسنت الثالث لقب الدير، وفي عام 1312 عين يوحنا الثاني والعشرون أباتي خاص للرهبان، وشيدت المدينة طريقًا جديدًا في عام 1688.
لايزال الكهف المقدس مكانًا مفضلاً للزيارة. فا في السابع والعشرين من شهر أكتوبر عام 1909 منح بيوس العاشر تساهلًا عامًا يوميًا لأولئك الذين يتلقون القربان المقدس هناك ويصلون وفقًا لنية البابا (Acta. أب. سيدس، الثاني، 405) ودير القديس سكولاستيكا الذي يقع على بعد حوالي ميل ونصف أسفل الكهف الذي تم بنائه في الأصل من قبل القديس بنديكت عام 520 تقريبا، وقد منحه النبلاء الرومان ترتولوس وأكويتيوس، وقام رئيس الدير الثاني القديس هونوراتوس بتغيير الدير القديم إلى منزل فرعي وبنى دارًا جديدة خصصه للقديس كوزماس وداميان التي دمرها اللومبارديون عام 601 وهُجرت أطلالها لمدة قرن، وبأمر من يوحنا السابع أعاد الأباتي ستيفن بنائها وكرس للقديسين بنديكتوس وسكولاستيكا.
وهُدم من جديد من قبل المسلمون في عام 840، ثم في عام 981 على يد الهنغاريين أعيد بناؤها في كل مرة. وكرس بنديكتوس السابع الكنيسة الجديدة، ومنذ ذلك الحين تم تكريس الدير إلى سانتا سكولاستيكا. في عام 1052 آتى ليون التاسع إلى سوبياكو لتسوية نزاعات مختلفة وتصحيح الانتهاكات؛ ليقوم غريغوريوس السابع بزيارة مماثلة، فا أظهر باسكال الثاني تفضيلًا خاصًا حيث أخذ الدير من نطاق سلطة أسقف تيفولي وجعله ديرًا لا قيمة له، فقد كانت رفاهيتها المؤقتة هي كذلك رعاية شخصية للباباوات، ومن بين أمور أخرى زاد إنوسنت الثالث من عائدات الدير في زيارته عام 1203.
ومع ضُعف الشغف الديني نشأت الفتنة والعداوة بين الرُّهبان مما ادى الأب بارثولوميو وبأمرٍ من البابا إلى طرد بعض الرُّهبان المثيرين للجدل وملء أماكنهم بالرُّهبان من الأديرة الأخرى في عام 1364. وجلب العديد من الرهبان من ألمانيا، ولعقود عديدة كانت سوبياكو مركزًا للعلوم والفن الألماني. ألغى أوربان السادس(1378–1389) منصب رئيس الدير مدى الحياة، وسحب حق الانتخاب من الرهبان، وجعل الإدارة والإيرادات من مسؤولية أحد أعضاء الكوريا.
جذب وصول الرهبان الألمان إلى سوبياكو الألمان الآخرين. أنشأ الطابعان أرنولد بانارتز وكونراد سوينهايم مطبعة سوبياكو في عام 1464 وأنتجوا نسخة من دوناتوس، وهو شيشرون، دي أوراتور (سبتمبر 1465)، لاكتانتيوس دي ديفينس إنتربرايسيبوس (أكتوبر 1465) وأوغسطينوس دي سيفيتاتي داي (1467) التي كانت أول الكتب التي طبعت في إيطاليا.
أعطى البابا كاليكستوس الثالث في عام 1455 الدير للكاردينال كان أولهما الكاردينال الإسباني خوان دي توركويمادا والثاني رودريجو بورجيا (المدعو لاحقًا ألكسندر السادس) اللذان أعادا تشكيل كاستروم سوبلاسينس التي كانت في يوم من الأيام المنتجع الصيفي للباباوات وجعلها مقر إقامة لرئيس الدير. اهتم العديد من هؤلاء الرؤساء قليلاً بالحياة الدينية للرهبان وبحثوا عن الدخل فقط. على سبيل المثال، قام بومبيو كولونا، أسقف رييتي، رئيس الدير الحائز على الثناء منذ عام 1506 بتبديد ممتلكات الدير ومنح الدخل للأشخاص الذين وصفوا بأنهم رعايا لا يستحقون.
عند تلقي شكوى من المجتمع، في عام 1510 أعاد يوليوس الثاني تعديل الأمور وأعاد الممتلكات الرهبانية من أجل المنفعة الروحية، تم إجراء اتحاد بين سوبياكو ودير فارفا، لكنه استمر لفترة قصيرة وحسب. في عام 1514 انضم سوبياكو إلى مجمع سانتا جوستينا الذي كان رئيسه العام لقبًا للقديس سكولاستيكا بينما ظل الكاردينال رئيسًا للدير. حتى بعد هذا الاتحاد كانت هناك خلافات بين سوبياكو وفارفا، سوبياكو ومونتي كاسينو، خاصةً بين الألمان والإيطاليين.
بعد هذا لا يُعرف سوى القليل من السجلات التاريخية عن الدير والمدينة حتى القرن التاسع عشر، في عاميّ 1798 و1799 وعاميّ 1810 و1814 دخلت القوات الفرنسية بقيادة نابليون المدينة ونهبت الأديرة والكنائس، وفي عاميّ 1849 و1867 غزا جوزيبي غاريبالدي المدينة كجزء من حملته لإنهاء الحكم الزمني للبابا وتوحيد إيطاليا؛ لتصبح المدينة في عام 1870 بشكلٍ نهائي جزءًا من إيطاليا.
في عام 1891 تأسس دير بنديكتيني لاحقًا في غرب أركنساس بالولايات المتحدة وتم تغيير اسمه إلى سوبياكو كجزء من محاولة لمحاذاة مبادِئه وعاداته بدقة مع تلك الخاصة بالأديّرة الشهيرة ذات الاسم الإيطالي.
وفي بداية القرن العشرين، تم تحسين منطقة سوبياكو من خلال الاستثمار الوطني في البنية التحتية مع ربطها بسكة حديد، ومحطة لتوليد الطاقة الكهرومائية وقناة اصطناعية، وتم جلب الكهرباء إلى المنازل وتم بناء مستشفى، وفي الحرب العالمية الثانية قصفت طائرات الحلفاء سوبياكو.

## المعالم السياحية الرئيسية

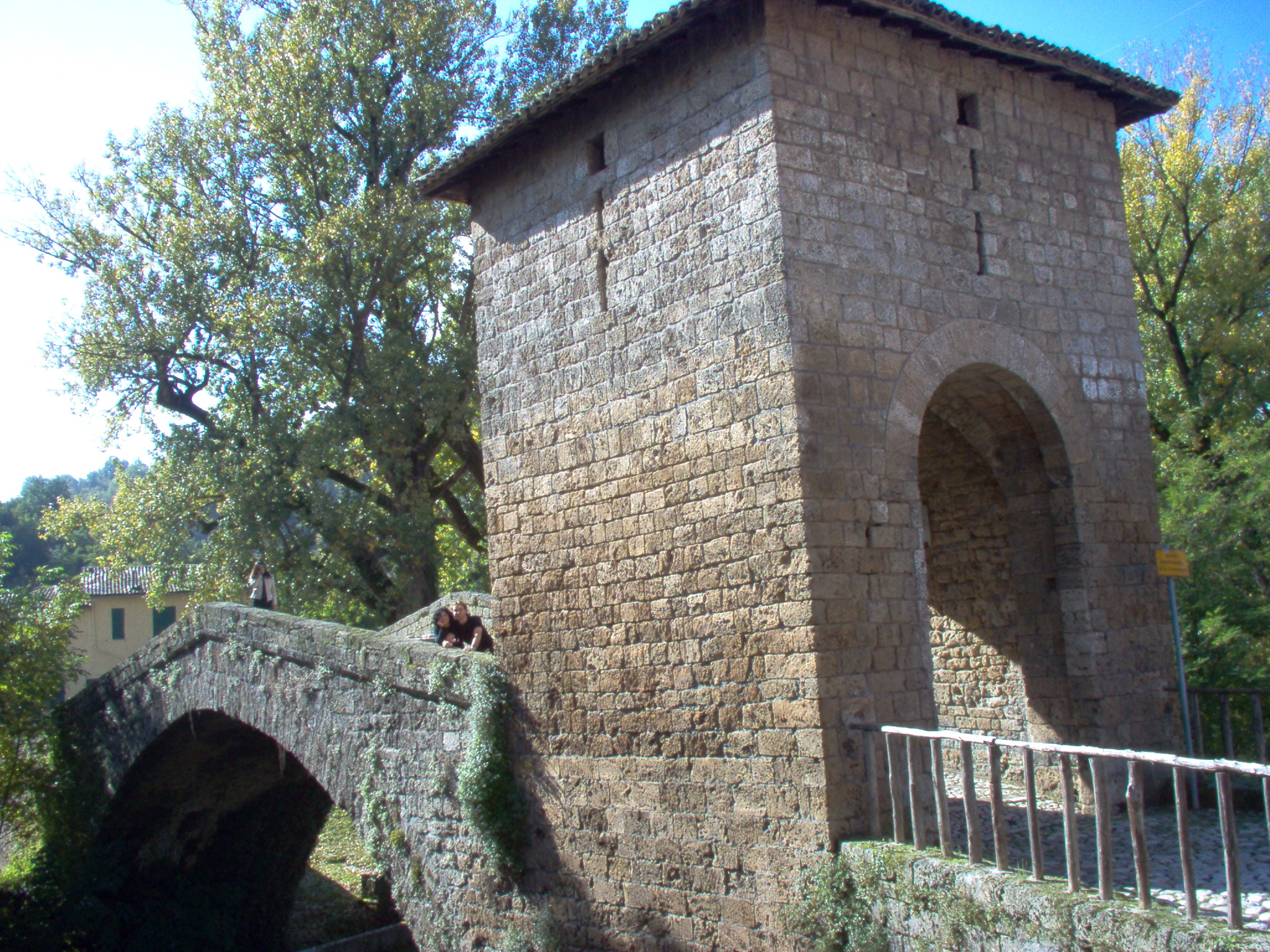
جسر القديس فرنسيس في العصور الوسطى.

بالإضافة إلى الكنيستيّن، بما في ذلك كنيسة سانتا سكولاستيكا، وتجدر ذكر أيضًا:
- روكا أبازيالي ("قلعة أبوت")، صرح ضخم من العصور الوسطى أعيد بناؤه إلى حد كبير في القرنين السادس عشر والسابع عشر.
- كنيسة القديس فرنسيس (1327)، تحمل لوحات بارزة من القرنين الخامس عشر والسادس عشر.
- جسر القديس فرنسيس من القرون الوسطى، جسر محصن يمتد على 37 مترًا
- الكنائس الكلاسيكية الجديدة في سانت أندريا وسانتا ماريا ديلا فالي .

## الناس
- القديس بنديكت نورسيا (480-543 / 547)
- لوكريزيا بورجيا (1480-1519)
- جيواشينو باجليي (1852-1896)، فنان
- جينا لولوبريجيدا (مواليد 1927)، ممثلة سينمائية عالمية
- فرانشيسكو جراتسياني (مواليد 1952)، لاعب كرة قدم إيطالي عالمي

## روابط خارجية
- الموقع الرسمي (بالإيطالية)
- موقع الأدلة السياحية للأديرة نسخة محفوظة 3 مارس 2016 على موقع واي باك مشين. (بالإنجليزية)
- سوبياكو وأديرة ها (بالإنجليزية)
- صفحة تاريخ وصورة أديرة سوبياكو ، مفارقة أدريان فليتشر
- "سوبياكو" ، وجهات مقدسة
- Simbruina Stagna تاريخ وفن سوبياكو (بالإيطالية)